# Wołodymyr Wijtyszyn
Wołodymyr Wijtyszyn (ur. 9 listopada 1959 w Demidówce) – ukraiński duchowny greckokatolicki, od 2005 eparcha, zaś od 2011 archieparcha iwano-frankowski.

## Życiorys
Święcenia kapłańskie otrzymał 27 maja 1982. Przez kilka lat pracował potajemnie w rejonie iwano-frankowskim. Po zalegalizowaniu Kościoła greckokatolickiego rozpoczął pracę duszpasterską w eparchii kołomyjsko-czerniowieckiej, gdzie był m.in. ekonomem i wikariuszem sądowym eparchii.
13 maja 2003 został mianowany biskupem-koadiutorem eparchii kołomyjsko-czerniowieckiej. Chirotonii biskupiej udzielił mu 15 lipca 2003 w Kołomyi kard. Lubomir Huzar. Po śmierci eparchy Pawło Wasyłyka (grudzień 2004) objął pełnię rządów w eparchii.
2 czerwca 2005 został przeniesiony na urząd ordynariusza eparchii iwano-frankiwskiej. Po powstaniu metropolii iwano-frankowskiej został jej pierwszym metropolitą.